# Área de paisaje protegido de la Sierra del Açor
El área de paisaje protegido de la Sierra del Açor está formada por dos sitios de especial interés: Mata de la Margaraça y Fraga de la Pena.
Mata de la Margaraça presenta una muestra de la vegetación natural de las esquistos y granitos del centro de Portugal, tal como era hace siglos. Además del componente geológico, los diferentes hábitats que posee permiten el crecimiento de comunidades muy diversas como hongos y briófitos.
Fraga de la Pena forma accidente geológico que origina un conjunto de varias caídas de agua al largo de un curso permanente, de gran importancia paisajística y conservando aún algunos ejemplares antiguos de robles, laurel portugués, acebos, castaños y adernos.